# ديفيد أكام
ديفيد أكام (بالإنجليزية: David Accam)‏ (مواليد 28 سبتمبر 1990) هو لاعب كرة قدم غاني يلعب حاليًا لصالح نادي الأمريكي.

## روابط خارجية
- ديفيد أكام على موقع اتحاد السويد (السويدية)
- ديفيد أكام على موقع الدوري الأمريكي (الإنجليزية)
- ديفيد أكام على موقع قاعدة بيانات كرة القدم.إي يو (الإنجليزية)
- ديفيد أكام على موقع ناشيونال فوتبول تيمز (الإنجليزية)
- ديفيد أكام على موقع Soccerbase.com (لاعب) (الإنجليزية)
- ديفيد أكام على موقع Soccerway.com (الإنجليزية)
- ديفيد أكام على موقع عالم كرة القدم.نت (الإنجليزية)
- ديفيد أكام على موقع كووورة
- ديفيد أكام على موقع AS.com (الإسبانية)

صفحة اللاعب على سوكرواي